# Isaac Lihadji
Isaac Lihadji (Marseille, 10 april 2002) is een Frans voetballer van Comoorse afkomst die als aanvaller speelt.

## Clubcarrière
Lihadji ruilde in 2014 de jeugdopleiding van FC Septèmes voor die van Olympique Marseille. Eerder had hij ook al getest bij FC Barcelona. Op 24 september 2019 speelde hij zijn eerste officiële wedstrijd in het eerste elftal van de club: in de competitiewedstrijd tegen Dijon FCO mocht hij in de 78e minuut invallen voor Hiroki Sakai. Trainer André Villas-Boas liet hem twee speeldagen later ook invallen tijdens de 3-1-nederlaag tegen Amiens SC.
In juli 2020 stapte hij over naar Lille OSC. In zijn eerste seizoen, waarin hij zich vooral tevreden moest stellen met vrij korte invalbeurten, werd hij met Lille landskampioen.

## Clubstatistieken
| Seizoen | Club                  | Land               | Competitie             | Competitie | Competitie | Beker | Beker | Supercup | Supercup | Europees | Europees | Totaal | Totaal |
| Seizoen | Club                  | Land               | Competitie             | Wed.       | Dlp.       | Wed.  | Dlp.  | Wed.     | Dlp.     | Wed.     | Dlp.     | Wed.   | Dlp.   |
| ------- | --------------------- | ------------------ | ---------------------- | ---------- | ---------- | ----- | ----- | -------- | -------- | -------- | -------- | ------ | ------ |
| 2019/20 | Olympique Marseille B | Vlag van Frankrijk | Championnat National 2 | 9          | 1          | —     | —     | —        | —        | —        | —        | 9      | 1      |
| 2019/20 | Olympique Marseille   | Vlag van Frankrijk | Ligue 1                | 2          | 0          | 0     | 0     | —        | —        | —        | —        | 2      | 0      |
| 2020/21 | Lille OSC             | Vlag van Frankrijk | Ligue 1                | 15         | 0          | 2     | 0     | —        | —        | 4        | 0        | 21     | 0      |
| 2021/22 | Lille OSC             | Vlag van Frankrijk | Ligue 1                | 13         | 1          | 2     | 0     | 0        | 0        | 3        | 0        | 18     | 1      |
| Totaal  | Totaal                | Totaal             | Totaal                 | 39         | 2          | 4     | 0     | 0        | 0        | 7        | 0        | 50     | 2      |

Bijgewerkt op 26 juni 2022.

## Interlandcarrière
Lihadji is Frans jeugdinternational. Met Frankrijk –17 nam hij in 2019 deel aan het EK onder 17 en het WK onder 17. Op beide toernooien sneuvelde hij met Frankrijk in de halve finale. In 2021 werd hij geselecteerd voor de Olympische Zomerspelen 2020 in Tokio, maar daar kwam hij niet aan spelen toe.

## Erelijst
| Kampioen Ligue 1      | 1x | 2020/21 |
| Trophée des Champions | 1x | 2021    |

1 Mannone ·
2 Mandi ·
4 Alexsandro ·
5 Gudmundsson ·
6 Bentaleb ·
7 Haraldsson ·
8 Angel Gomes ·
9 David ·
10 Cabella ·
11 Sahraoui ·
12 Meunier ·
13 Zedadka ·
14 Umtiti ·
16 Caillard ·
17 Mukau ·
18 Diakité ·
19 Fernandez-Pardo ·
20 Bakker ·
21 André  ·
22 Santos ·
23 Zhegrova ·
26 André Gomes ·
27 Bayo ·
28 Fernandes ·
29 Mbappé ·
30 Chevalier ·
31 Ismaily ·
32 Bouaddi ·
Coach: Génésio
· Assistent-coach: Bréchet